# Кулибали, Салиф
Сали́ф Кулибали́ (фр. Salif Coulibaly; 13 мая 1988, Бамако, Мали) — малийский футболист, защитник иракского клуба «Аль-Шорта» и сборной Мали.

## Карьера

### Клубная карьера
Салиф начал карьеру в клубе «Джолиба», с которым стал чемпионом Мали в сезоне 2011/12.
В 2013 году защитник перешёл в конголезский клуб «ТП Мазембе». За 3 сезона в команде из Лубумбаши Кулибали выиграл два чемпионских титула и стал победителем Лиги чемпионов КАФ 2015. Защитник принял участие в обоих финальных матчах с УСМ Алжир.

### Карьера в сборной
Салиф провёл первый матч за сборную Мали 13 октября 2012 года против сборной Ботсваны.
Кулибали в составе сборной принял участие в Кубке африканских наций 2013. Он провёл только один матч — игру за 3-е место против сборной Ганы, в которой малийцы оказались сильнее — 3:1.
29 декабря 2014 года защитник был включён в заявку сборной для участия в Кубке африканских наций 2015. В Экваториальной Гвинее Кулибали принял участие во всех трёх матчах группового этапа.
13 июня 2015 года во встрече отборочного раунда Кубка африканских наций 2017 против сборной Южного Судана Салиф отметился первым забитым за сборную мячом.

## Матчи за сборную
| Матчи Салифа Кулибали за сборную Мали | Матчи Салифа Кулибали за сборную Мали | Матчи Салифа Кулибали за сборную Мали                  | Матчи Салифа Кулибали за сборную Мали | Матчи Салифа Кулибали за сборную Мали | Матчи Салифа Кулибали за сборную Мали | Матчи Салифа Кулибали за сборную Мали                   |
| №                                     | Дата                                  | Место проведения                                       | Соперник                              | Счёт                                  | Голы                                  | Соревнование                                            |
| ------------------------------------- | ------------------------------------- | ------------------------------------------------------ | ------------------------------------- | ------------------------------------- | ------------------------------------- | ------------------------------------------------------- |
| 1                                     | 13 октября 2012                       | Стадион Лобаце, Лобаце, Ботсвана                       | Ботсвана                              | 4:1                                   | —                                     | Кубок африканских наций 2013 (отборочный турнир)        |
| 2                                     | 9 февраля 2013                        | Нельсон Мандела Бэй, Порт-Элизабет, ЮАР                | Гана                                  | 3:1                                   | —                                     | Кубок африканских наций 2013                            |
| 3                                     | 24 марта 2013                         | Стад Амахоро, Кигали, Руанда                           | Руанда                                | 2:1                                   | —                                     | Чемпионат мира по футболу 2014 (отборочный турнир, КАФ) |
| 4                                     | 9 июня 2013                           | Стад дю 26 Мар, Бамако, Мали                           | Руанда                                | 1:1                                   | —                                     | Чемпионат мира по футболу 2014 (отборочный турнир, КАФ) |
| 5                                     | 6 июля 2013                           | Стад Модибо Кейта, Бамако, Мали                        | Гвинея                                | 3:1                                   | —                                     | Чемпионат африканских наций 2014 (отборочный турнир)    |
| 6                                     | 7 сентября 2014                       | Стад дю 26 Мар, Бамако, Мали                           | Малави                                | 2:0                                   | —                                     | Кубок африканских наций 2015 (отборочный турнир)        |
| 7                                     | 10 сентября 2014                      | Стад Мустафа Чакер, Блида, Алжир                       | Алжир                                 | 0:1                                   | —                                     | Кубок африканских наций 2015 (отборочный турнир)        |
| 8                                     | 11 октября 2014                       | Аддис-Абеба, Аддис-Абеба, Эфиопия                      | Эфиопия                               | 2:0                                   | —                                     | Кубок африканских наций 2015 (отборочный турнир)        |
| 9                                     | 15 октября 2014                       | Стад дю 26 Мар, Бамако, Мали                           | Эфиопия                               | 2:3                                   | —                                     | Кубок африканских наций 2015 (отборочный турнир)        |
| 10                                    | 19 ноября 2014                        | Стад дю 26 Мар, Бамако, Мали                           | Алжир                                 | 2:0                                   | —                                     | Кубок африканских наций 2015 (отборочный турнир)        |
| 11                                    | 20 января 2015                        | Нуэво Эстадио де Малабо, Малабо, Экваториальная Гвинея | Камерун                               | 1:1                                   | —                                     | Кубок африканских наций 2015                            |
| 12                                    | 24 января 2015                        | Нуэво Эстадио де Малабо, Малабо, Экваториальная Гвинея | Кот-д’Ивуар                           | 1:1                                   | —                                     | Кубок африканских наций 2015                            |
| 13                                    | 28 января 2015                        | Эстадио де Монгомо, Монгомо, Экваториальная Гвинея     | Гвинея                                | 1:1                                   | —                                     | Кубок африканских наций 2015                            |
| 14                                    | 6 июня 2015                           | Спортивный центр Маамора, Сале, Марокко                | Ливия                                 | 2:2                                   | —                                     | Товарищеский матч                                       |
| 15                                    | 13 июня 2015                          | Стад дю 26 Мар, Бамако, Мали                           | Южный Судан                           | 2:0                                   | 1                                     | Кубок африканских наций 2017 (отборочный турнир)        |
| 16                                    | 6 сентября 2015                       | Стад де Котону, Котону, Бенин                          | Бенин                                 | 1:1                                   | —                                     | Кубок африканских наций 2017 (отборочный турнир)        |
| 17                                    | 17 ноября 2015                        | Стад дю 26 Мар, Бамако, Мали                           | Ботсвана                              | 2:0                                   | —                                     | Чемпионат мира по футболу 2018 (отборочный турнир, КАФ) |

Итого: 17 матчей / 1 гол; 9 побед, 6 ничьих, 2 поражения.

## Достижения
Джолиба
- Чемпион Мали: 2011/12

ТП Мазембе
- Чемпион ДР Конго (2): 2013, 2013/14
- Победитель Лиги чемпионов КАФ: 2015